# Camas (stacja kolejowa)
Camas (hiszp. Estación de Camas) – stacja kolejowa w Camas, w prowincji Sewilla, we wspólnocie autonomicznej Andaluzja, w Hiszpanii.
Jest obsługiwana przez pociągi linii C-5 Cercanías Sevilla Renfe.

## Położenie stacji
Znajduje się na linii kolejowej Sewilla – Huelva, na wysokości 58 m n.p.m., pomiędzy stacjami Valencina-Santiponce i San Jerónimo.

## Opis
Stacja została otwarta w dniu 28 marca 2011. Jest to nowa stacja, która zastąpiła starą, położoną dalej na południe. Ma jeden peron boczny o długości 200 metrów. Budynek dworcowy ma powierzchnię 223,8 m². Jest on dostępny poprzez rampy i schody. Na zewnątrz znajduje się parking dla samochodów.

## Linie kolejowe
- Sewilla – Huelva

## Połączenia
Stacja jest obsługiwana przez pociągi linii C-5 Cercanías Sevilla. Częstotliwość kursów wynosi 30-60 minut.